# قرد اليونان
قرد اليونان (الاسم العلمي: Graecopithecus) هو نوع من الإنسيات يميزه فكه السفلي، واكتشف عام 1944. منذ ذلك الحين، أدت تحليلات عينات الأسنان، التي يرجع تاريخها إلى 7.2 مليون عام، إلى اقتراح ماده أن الغرايكوبيتيكوس قد يكون أقدم سلف مباشر للبشر بعيدنا عن نسب الشمبانزي، أو أنه آخر سلف مشترك للبشر والشمبانزي. وقد أخذ هذا المخلوق لقب «الغرايكو» من قِبل العلماء.

## اكتشافه
عُثر على أول عينة لفك غرايكوبيتيكوس السفلي في عام 1944، وتذكر التقارير أنه اكتشف بينما كانت القوات الألمانية المحتلة تبني حصنا أثناء الحرب. وجد الفك السفلي الذي يملك ضرسا ثالثا متآكلا جدا، وجذرا لضرس ثانٍ، وجزءًا من سنة طاحنة في موقع يسمى بيرغوس فاسيليسيس شمال غرب أثينا ويرجع تاريخه إلى العصر الميوسيني. ولم يعد التنقيب في الموقع ممكنا (اعتبارا من عام 1986) نظرا لأن صاحبه بنى حمام سباحة عليه.

## وصفه

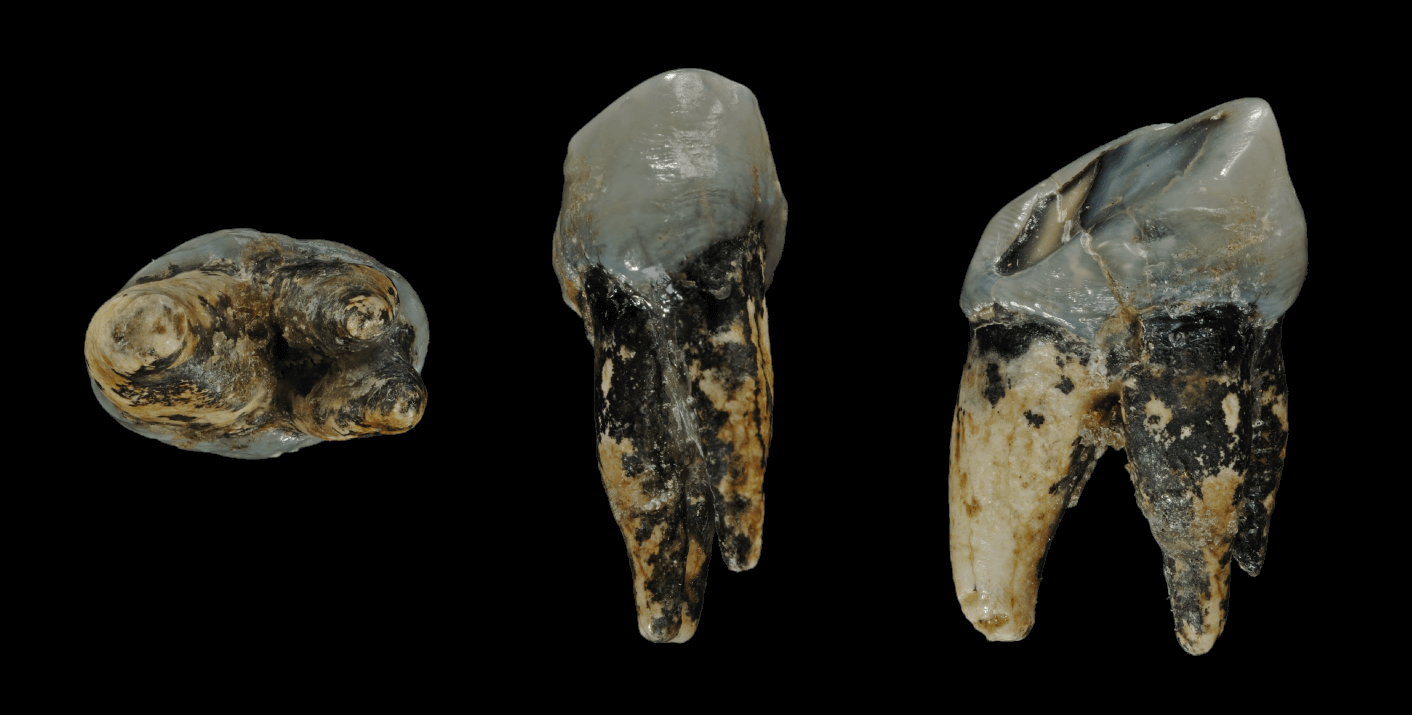
أسنان الجريكوبيثيكوس (بقايا أسنان حيوان قديم يعتقد أنه يشير إلى أصول الإنسان الأول في العصور الجيولوجية السابقة.)

يشير الفحص المفصل لمورفولوجيا الضروس الطاحنة الخاصة لحفريتي غرايكوبيتيكوس الذي نشر عام 2017 إلى أنه كان من أشباه البشر، أي أن له سلفا مشتركا مع الهومو لكن ليس مع الشمبانزي (البعام). وذلك يؤدي إلى التساؤل حول الاعتقاد السائد في أن أسلاف البشر نشأوا من البداية في أفريقيا، وهو أمر يشك البعض في ادعاءاته. فقد وجد أن هذا النوع أكبر بنحو مائتي ألف عام من أقدم أسلاف البشر بأفريقيا، أي إنسان الساحل التشادي.

## دلالات الاكتشاف
يقول الباحثون الذين أجروا الدراسة: «لقد دهشنا من النتائج التي توصلنا إليها، فقد كان السائد قبل ذلك أن أسلاف البشر وجدوا في جنوب الصحراء الأفريقية وحسب». ويضيف الأستاذ ديفيد بيغن، عالم المستحاثات البشرية بجامعة تورنتو والكاتب المشارك لهذه الدراسة، «يتيح لنا هذا السجل التاريخي أن نحرك انفصال البشر والشمبانزي إلى منطقة البحر الأبيض المتوسط».
ومن ناحية أخرى، يقول عالم الأنثروبولوجيا والكاتب الدكتور بيتر أنردوس، الذي عمل سابقا في متحف التاريخ الطبيعي بلندن، «من الممكن أن يكون أصل نسب الإنسان من أوروبا، لكن أدلة حفرية كثيرة تضع الأصل في أفريقيا، ومنها العديد من أجزاء الهياكل العظمية والجماجم. وقد أتردد في أن أستخدم صفة واحدة من حفرية منعزلة لأعارض الأدلة القادمة من أفريقيا».